# Valleran Le Conte
Valleran Le Conte est un acteur et chef de troupe au tournant des XVIe et XVIIe siècles, originaire de Montdidier ou d'Amiens, décédé avant 1634.

## Biographie
Avant de se consacrer à sa carrière de comédien, il est valet de chambre du duc de Nemours, puis receveur général de la seigneurie de Verneuil-sur-Oise. Il fait partie d'une troupe ambulante et joue à Bordeaux, Rouen, Francfort et Strasbourg entre 1592 et 1593, puis occupe l'Hôtel de Bourgogne dès 1599.
Il tente d'imposer au public parisien le répertoire d'Alexandre Hardy, son poète à gages. Mais, à ce « théâtre nouveau », le public préfère la farce traditionnelle et la commedia dell'arte italienne, et Valleran Le Conte, ruiné, quitte Paris avec sa troupe pour de nouvelles tournées en province. De 1606 à 1608, une nouvelle tentative dans la capitale n'est pas plus couronnée de succès, malgré la présence dans la troupe de Gaultier-Garguille. De retour à Paris en 1609, ayant intégré à sa troupe de jeunes apprentis comédiens, dont Bellerose, Rachel Trepeau et plus tard Montdory, il tente à nouveau, sans succès, de conquérir « un public toujours rétif et rebelle au théâtre d'Alexandre Hardy ». En 1613, il joue à Leyde et à La Haye ; sa trace se perd ensuite, la date et le lieu de sa mort sont inconnus.
Selon Georges Mongrédien, « […] la carrière parisienne, brève, mouvementée et malheureuse de Valleran Le Conte nous offre [...] l'exemple émouvant d'une véritable vocation. [Valleran Le Comte] apparait, après plus de trois siècles, comme un ancêtre de nos modernes chefs de compagnie d'avant-garde, passionnés de beau et de vrai théâtre. Son histoire [est celle] d'un pionnier qui entend s'affranchir et affranchir son public d'un répertoire usé et sclérosé pour y substituer un théâtre nouveau, épuré des grossièretés et des pitreries de la farce, d'une grande qualité littéraire [...]. Le rêve artistique qui a animé toute son action [...] était un beau rêve, car ce qu'il voulait installer à l'Hôtel de Bourgogne - sans en avoir, bien entendu, clairement conscience - c'était tout simplement notre théâtre classique qui triomphera vingt ans après sa disparition ».